# Der Staatsanwalt hat das Wort: Ich werde dich nie verraten
Ich werde dich nie verraten ist ein deutscher Kriminalfilm aus dem Jahr 1987. Er erschien als 113. Folge der Fernsehreihe Der Staatsanwalt hat das Wort. In den Hauptrollen sind Axel Wandtke und Angelika Perdelwitz zu sehen.

## Handlung
Dietmar Hartkopf lebt in Dresden, ist Ende 20 und hat nach einer Ausbildung mehrere Jahre hinweg als Bäcker gearbeitet. Aufgrund einer ärztlich festgestellten Mehlallergie musste Dietmar aufhören, in diesem Beruf zu arbeiten. Dietmar lebt seit einiger Zeit mit Sybille zusammen, die ihre elfjährige Tochter Antje mit in die Beziehung brachte. Anfangs fremdelt Antje noch mit dem neuen Mann an der Seite ihrer Mutter, doch mit der Zeit gewöhnt sich Antje an Dietmar. Sybille macht Dietmar darauf aufmerksam, dass er sich eine neue Arbeitsstelle suchen soll. Dietmar wiederum schenkt der Arbeitssuche keine besondere Aufmerksamkeit und feiert lieber, tourt nachts durch Kneipen, die oft in einem Saufgelage enden. 
Dietmar und sein Bruder Wolfgang hatten ein sehr gutes Verhältnis zu ihrem Vater, der vor fast zehn Jahren an einer schweren Krankheit gestorben ist. Nun hat ihre Mutter Lilo erstmals einen neuen Partner an ihrer Seite, den Rentner Paul. Er ist stets höflich zu allen Mitgliedern der Familie Hartkopf, doch den beiden Brüdern Dietmar und Wolfgang ist der charmante Senior Paul recht schnell ein Dorn im Auge. Lediglich ihre Tante Gerda, Lilos Schwester, freundet sich mit Paul an.
Dietmar, der von einer neuen beruflichen Herausforderung zunächst nichts wissen und hören will, wird durch sein Verhalten wiederum dem Rest der Familie immer mehr ein Dorn im Auge. Auch Kurt, der Vater von Sybille, hält nicht viel von Dietmars neuer Lebensmoral. Während Sybille weiterhin arbeiten geht und einen stressigen Arbeitsalltag hat, geht Dietmar inzwischen einem kriminellen Nebenerwerb nach. Er stiftet seine Ziehtochter Antje zu Diebstählen von zahlreichen Rosen und Blumen an, die sie unter einem Vorwand gegenüber anderen Leuten in verschiedenen Kleingartenvereinen klaut, welche Dietmar daraufhin für sehr hohe Preise verkauft. Daraus ergibt sich für Dietmar eine finanzielle Einnahmequelle. Mit der Zeit werden viele Familienmitglieder und Bekannte von Dietmar misstrauisch, woher das Geld stammt. Dietmar wiederum verstrickt sich immer mehr in komplizierte Lügengeschichten, die er anderen Leuten erzählt. Auch sein ständig andauernder Alkoholkonsum wird langsam zum Problem. Dietmar macht immer mehr Schulden, doch er weiß nicht wie er diese abbezahlen soll. Das Geld aus den Diebstählen seiner Ziehtochter Antje reicht langsam nicht mehr. Dietmar wird nun selbst kriminell aktiv, begeht zahlreiche Einbrüche, wo er unter anderem Radios oder sonstige elektronische Geräte klaut, um sie dann weiterzuverkaufen. Seinen nächtlichen Einbruchstouren fallen bald auch sein ehemaliger Bäckereibetrieb und der Betrieb, wo sein Bruder Wolfgang arbeitet, zum Opfer. Dem Abschnittsbevollmächtigten wird die Einbruchsserie mitgeteilt, welcher auf eigene Faust in dieser Sache ermittelt, wobei er allerdings nicht auf Dietmars Spur kommt.
In der Zwischenzeit ändert sich das Verhalten von Dietmar sowie auch von Antje gegenüber Sybille. Da sie zu Antje keinen Zugang mehr findet, liest sie heimlich das Tagebuch ihrer Tochter. Dort steht auf mehreren Seiten der Satz geschrieben, Ich werde dich nie verraten. Sybille kann dieses Zitat jedoch nicht einordnen oder einer gewissen Sache zuordnen. Eines Nachts verschwindet Antje heimlich von zu Hause und irrt durch die Gegend. Die Volkspolizei bringt das Mädchen am nächsten Morgen wieder nach Hause. Erst dann redet Antje offen über Dietmars kriminelle Machenschaften, welcher sich daraufhin strafrechtlich verantworten muss.

## Hintergründe
Der Film wurde im Jahr 1986 vorwiegend in Dresden und in der Umgebung gedreht. Seine Erstausstrahlung erlebte der Film am 24. Mai 1987 im 1. Programm des DDR-Fernsehens. Der Film wurde nach der Wende mehrmals im Fernsehen wiederholt, darunter in der ARD, im MDR oder im HR.
Der im Film dargestellte Kriminalfall basiert auf einer wahren Begebenheit.